# Novouralsk
Novouralsk (rusky Новоура́льск) je uzavřené město ve Sverdlovské oblasti v Ruské federaci. Při sčítání lidu v roce 2010 měl přes pětaosmdesát tisíc obyvatel.

## Poloha
Novouralsk leží na asijské straně Uralu, západně od sídla městského typu Věrch-Nějvinskego, na řece Bunarce, přítoku Nějvy v povodí Obu. Od Jekatěrinburgu, správního střediska oblasti, je Novouralsk vzdálen bezmála sedmdesát kilometrů severozápadně. Nejbližší města v okolí jsou Verchnij Tagil zhruba 17 kilometrů severozápadně a Kirovgrad přibližně dvacet kilometrů severně.

## Dějiny
Novouralsk vznikl v roce 1941 založením průmyslového komplexu na výrobu lehkých slitin. Během druhé světové války sem byla navíc přesunuta letecká továrna z evropské části Sovětského svazu. V roce 1946 začala výstavba továrny na obohacený uran pro jaderné zbraně. Pro svůj strategický význam proto získal Novouralsk status uzavřeného města a krycí jméno Sverdlovsk-44, jež se používalo až do roku 1994. Status uzavřeného města mu ale zůstal i po tomto datu.